# Simbologia anarquista
S'inclou dins el terme simbologia anarquista tots aquells símbols utilitzats per l'anarquisme al llarg de la història. Tot i això, cal destacar que la importància de la simbologia política ha estat àmpliament negada pels corrents anarquistes.

## Bandera negra

La bandera negra

La bandera negra, és la bandera utilitzada pels anarquistes, la bandera negra de la llibertat. Els llibertaris veuen en ella un símbol al voltant del qual ells hi troben les idees d'emancipació social, de solidaritat.
Els anarquistes mai es van donar al treball de discutir en congrés i aprovar el seu "Pavelló", els colors més apropiats per a expressar la seva filosofia de vida.
La bandera negra ja havia estat usada per a demostrar el disgust, la tristesa, la revolta, el procediment dels polítics parisencs del segle xiii. Hissada per primera vegada al cim de la Comuna de París, al juliol de 1830 expressava el rebuig al capitalisme, als polítics, i a l'Estat. L'eco produït va ser immediat i els paletes de Reims van escriure en aquest emblema "treball o mort".
L'any següent, durant la revolta dels canuts, els canuts (obrers del tèxtil) de Lió, van protestar contra els patrons que solament els pagaven 20 patacos per 16 hores de treball. En estat de revolta van estendre la bandera negra amb l'emblema "viure treballant o morir combatent". El 21 de novembre del mateix any els teclones van tornar als carrers de Lió, incloent en la bandera un crani.
A la insurrecció de Dresden, Mikhaïl Bakunin va agafar la bandera negra, i Louise Michel, en Clamart.
L'any 1871 els comunistes usaren la bandera vermella durant la revolució que donà origen a la Comuna de París, però Jules Valtes va proposar que es canviés per la bandera negra, per parèixer "més radical i trist". Louise Michel donà suport i alguna vegada va defensar la idea de la bandera negra, i el 1882 (el 18 de març) fent els discursos al primer aniversari de la Comuna va dir: "no més banderes vermelles pintades amb sang dels nostres soldats! Jo onejaré la bandera negra que pren el dol dels nostres morts i els nostres dolors".
Louise Michel fou qui més va influenciar l'adopció d'aquest emblema, enrotllant la bandera negra en el seu cos "com si anés una pantalla en una tija" (L'Humanité – 1921).
Però fou el 1883 quan França va viure la intensa agitació social, quan l'anarquisme adoptà la bandera negra definitivament.
Al nord de Paraná, Brasil, els anarquistes italians que van anar a fundar la colònia Cecilia, als anys 1890-94, també van hissar a la cúspide de l'arbre més alt la bandera negra que va onejar al vent com el símbol de l'experiència llibertària.
Durant el curs de la Revolució Russa de 1917 Nestor Makhno, anarquista i revolucionari ucraïnès, amb un combatiu exèrcit popular format per ell, va lluitar contra les tropes de Denikin, Símon Petliura i altres conservadors partidaris de la monarquia. Makhno també va dur la bandera negra amb un crani.
Als anys 1918-22, Nestor Makhno i els seus companys van agafar la mateixa bandera en defensa de les comunes llibertàries ucraïneses, destruïdes per l'exèrcit roig, ordenat des de Moscou per Trotski i Lenin.
Gairebé dues dècades després, Buenaventura Durruti, amb un petit exèrcit popular a Catalunya, va agafar la bandera negra amb el pavelló anarquista.
Però la bandera negra va produir l'impacte més gran quan es va onejar al maig del 1968, a París, sobre les barricades de llambordes aixecades pels joves per a enfrontar-se al poder i al govern.

## A encerclada
La A encerclada és segurament el símbol més conegut de l'anarquisme avui en dia. Consisteix en un monograma de la lletra A encerclada per la lletra O, en caràcters llatins o ciríl·lics, que són idèntics per aquests caràcters. En Unicode, es pot escriure mitjançant el codi U+24B6: Ⓐ.
L'ús anarquista del símbol data de la dècada de 1960 i es va popularitzar amb el moviment Punk. Probablement, ha esdevingut tan popular perquè és fàcil i ràpid fer pintades a parets amb aquest símbol. Alguns autors atribueixen el simbolisme del signe a la unió de la «A» d'Anarquia i la «O» d'ordre, en referència la màxima de Pierre-Joseph Proudhon «Anarquia és Ordre».
Anteriorment a la dècada de 1960, ja s'havia vist aquest símbol en el casc d'un milicià a la Guerra Civil Espanyola. Així mateix, ja va ser utilitzat per Stephan Michelspacher en el seu llibre Spiegel der Kunst und Natur, publicat a Augsburg l'any 1615.

## Banderes i estrelles biseccionades
L'ús de la bandera roja es va mantenir en ús dins de l'anarquisme, almenys, fins als anys 30 del segle xx. La CNT-FAI va adoptar la bandera roja i negra partida en diagonal l'any 1931, com a forma d'unir el corrent més laboralista (vermella) amb la que no (negra). Tot i que hi ha usos anteriors de banderes roges i negres en l'anarquisme i que aquestes, les banderes roges i negres, podrien haver estat les primeres pròpiament anarquistes, va ser el disseny partit en diagonal de la CNT-FAI el que es va tornar a popularitzar en l'anarquisme internacional a partir del 1936. La bandera roja i negra es considera més lligada a l'anarcosindicalisme, representant el vermell la cooperació social i la solidaritat i, el negre, l'anarquisme.

Bandera de l'anarquisme queer.

Diverses escoles de pensament anarquistes han adoptat un símbol derivat de la bandera negra. Tots ells es caracteritzen per estar dividides en dues meitats, a través d'una divisió diagonal. La meitat inferior manté el color negre de l'anarquisme, mentre que el color de la meitat superior simbolitza la tendència. També s'utilitzen els mateixos colors en forma d'estrella.

## El Gat Negre

El Gat Negre de la Industrial Workers of the World

L'anarquisme també ha fet seu la figura creada per Ralph Chaplin, sindicalista de la Industrial Workers of the World (IWW) que va dibuixar el Gat Negre amb l'esquena formant un arc i els pèls eriçats.
L'origen d'aquesta simbologia no és clara, però segons una història de la IWW s'originà en una vaga que anava malament, amb sindicalistes ferits i hospitalitzats. En aquell moment un gat negre i prim va entrar al campament dels vaguistes. El gat va ser alimentat pels treballadors en vaga i a mesura que el gat va recuperar la salut la vaga va anar millorant. Finalment, els treballadors en vaga van aconseguir algunes de les seves reivindicacions i van adoptar el gat com a mascota.

## Puny enlaire
Sobre l'origen del símbol del puny enlaire existeixen diverses versions. El sindicat IWW el va fer servir ben aviat en la seva propaganda. En general es considera que el puny dret enlaire està relacionat amb el comunisme ortodox mentre que el puny esquerre aixecat està vinculat a altres organitzacions (com el socialisme, l'anarquisme, trotskisme, etc.). No obstant l'anarquisme també ha tingut dues variants més: el puny esquerre tancat i el braç totalment estirat, que es va popularitzar arran del Maig del 68 com es pot observar en les fotos de manifestacions i mítings de l'extrema esquerra d'aquella dècada i els dos punys tancats i encreuats formant una X una mica més amunt del cap (font: diari El Mundo del 14 de setembre de 2009) i que no fou tan utilitzat.